# Cibendung
Cibendung is een bestuurslaag in het regentschap Brebes van de provincie Midden-Java, Indonesië. Cibendung telt 2432 inwoners (volkstelling 2010).